# Цар Калоян (град)
Вижте пояснителната страница за други значения на Цар Калоян.
Цар Калоян е Село в Североизточна България. Той се намира в Област Разград, в близост до Разград и Русе. Административен център на община Езерче  По данни на ГРАО към 15 август 2025 г. в града живеят 1236 души по настоящ адрес и 17350 души по постоянен адрес.

## География и климат
Градът се намира на 27 km от областния център Разград, на 35 km от Русе, на 65 km от Търговище, на 75 km от Шумен и на 337 km от столицата София.
Градът е разположен в североизточната част на Дунавската равнина, а през местностите Габъра и Долап дере тече река Торлашки Лом, наричана още Хлебаровска и Царкалоянска. Тя извира от село Езерче, преминава през Цар Калоян, след което се влива в река Бели Лом – източно от село Писанец. Общата площ на землището на Цар Калоян е 63000 декара, от които 42000 са обработваеми, а по-малко от 10000 дка са гори. Климатът е умерено-континентален. Преобладават ветровете от запад-северозапад.

## История
Първите археологически и исторически изследвания на района на Цар Калоян са направени през 1914 година от Карел Шкорпил, който обхожда и описва долината на Русенски Лом. Исторически записки се намират и в изследванията на Анани Явашов – изследовател и историк на Разградсия район. През периода 1974 – 1979 г. подробно изследване на района е направено от голяма експедиция под ръководството на Ара Маргос. Подробно изследване на населението и в частност на капанския етнос, с който е населен града, са правени в продължение на много години от професор Иван Коев.
В района са намерени следи от различни култури. Тракийски са селищните и нагробните могили. Останки от укрепление и мраморен релеф на богинята на земеделието и плодородието Церера дават сведения за живот през римското владичество. В местността Расате са открити накити, битови предмети и строителни материали, характерни за Първата българска държава. От Втората българска държава са изсечените скални манастири и скитове „Черквата“, „Калугерица“, „Торлашки манастир“, както и находка от сребърни монети от времето на цар Иван Шишман.
Първите писмени документи, в които се споменава за село Торлак са от средата на XV век. В регистър на Никополския санджак от 1450 г. е посочено: „... село Торлак домакинства – 31 – данък без испеча, адет и агнам 4815 акчета...“. Основен поминък по онова време е скотовъдството. В друг документ от XVII век под заглавие „Регистър на джелеп-кешаните от Хръзград кааза, съгласно височайша заповед се състави на 24.12.1573 година“ се дава поименен списък на джелепкешаните кой колко овце е предал на османската държава. Ето извадка от него: „... с. Торлак: Иванчо Стано – 50 овце, Мирчо Михал – 25 овце, Доброслав Добромир – 25 овце, Добромир Черньо – 25 овце; всичко – 125 овце...“. Това е изключително важно и говори, че населението на Торлак е чисто българско, докато в списъците на джелеп-кешаните от другите населени места има и турци. През този период – края на XVII в. – започва интензивно изкореняване на горите, поради бързото нарастване на броя на населението и в края на XIX в. обработваемата земя е повече от 15000 дка, а впоследствие достига 42000 дка. Първите разкоренявания започват южно от селото в местността „Дългия рът“ и продължават в западна посока до границите на съседните села Костанденец и Сваленик. Едва след това започва развитието на занаятите и търговията.
Селището носи името Торлак до 1934 г., когато е преименувано на Цар Калоян. През 1951 година е преименувано на Хлебарово, а през 1981 г. е обявено за град. През 1991 г. е върнато името Цар Калоян.

## Религии
Мюсюлманската джамия в Торлак е построена през 1640 г.

Преди Освобождението и до построяването на православната църква религиозните си нужди християнското население отслужва в параклиса „Свети Архангел“, иззидан под земята, съгласно тогавашните османски разпоредби. Стените били покрити с изографисано платно, дарено от Хаджи Маню Хаджихинчев. С признаването на църковната независимост на българската църква се подема инициативата за построяване на църква в Торлак, но тя среща яростна съпротива от гръцкия владика в Русчук. Това налага енергичната намеса на руския консул, в резултат на което е издаден специален ферман за разрешаване на строителството на църквата. Документът е открит в църковните архиви през 1967 година, преведен е от учителя Кязим Татов и днес се съхранява в Историческия музей в Разград. В този ферман се казва следното: 
| „                     | ...Султанът разпорежда на своя Велик Везир да заповяда на валията на Дунавския вилает Ахмед Мидхад паша да застави каймакамина на Русчук Неджиб бей, той пък мюфтийския наместник в Разград да разреши построяването на черква в с. Торлак, Разградска кааза, тъй като християните от с. Торлак нямат молитвен дом, да построят такъв с дължина десет аршина и ширина 12 аршина, да има осем джама и две врати. Тази заповед да се изпълни строго и да се уважава печатът, поставен върху нея. | “ |
| Мохарем 1282 по агира | |   |

През пролетта на следващата година започва строителството от майстор Генчо от Дряново. За няколко години църквата е завършена и на 26 ноември 1871 година в присъствието на руския консул от Русчук е осветена от Доростоло-червенския митрополит Григорий. За патрон на черквата е избран Свети Димитър и по този начин Димитровден е определен за ежегоден празник на селото. Пръв свещеник е отец Димитър Иванов от Сваленик, а след него поканват Христо Антонов от Върбица, Преславско, който оставя спомени за буен човек и го наричат „орман папаз“ – „горски поп“. Този свещеник остава в селото и става родоначалник на цял род просветени хора в селото.

## Образование
Образователните дейности водят началото си от 1863 година, когато се открива първото килийно училище, като липсват запазени писмени документи за него. Училището е било построено до параклиса „Св. Архангел“ и се е състояло от две стаи – едната учебна, а другата за учителя. Обучавали са се само момчета на четене, смятане и история и география. За първата учебна година (от Димитровден до Георгьовден) е бил назначен даскал Янко от Шумен. Първото турско училище в селото е открито през 1887 г.
Първата училищна сграда е построена през 1923 г. за класното училище, а втората през 1934 г. По-късно е построена и трета сграда, което дава възможност за пълен обхват на всички деца. Това дава основание през 1958 година да се открие гимназия – средно общообразователно училище, което обхваща деца не само от Хлабарово, но и от всички съседни села. За пръв директор на гимназията е назначен Цветан Максимов, последван от:
- Цветан Максимов,
- Ислям Салиев,
- Иван Кехайов,
- Хинко Труфанов,
- Славка Китова,
- Ради Терзиев,
- Симеонка Панайотова,
- Никола Тихолов,
- Кънчо Илиев,
- Спиридон Бонев,
- Найден Късов ,
- Нели Хинкова.

Днес в града функционира детска градина „Славейче“ и само една от сградите на СУ „Христо Ботев“.

## Икономика
Основните стопански отрасли, развивани в общината, са земеделско производство, лека промишленост и строителство.
Подотрасли:
- Зърнопроизводство
  - Три земеделски кооперации към 1 януари 2010 г.:
  - Дребни частни зърнопроизводители.
- Животновъдство (отглеждат се крави, биволици, овце и кози)
  - Две частни ферми говеда и една биволи. Останалите животни са в личен сектор.
  - Пчеларство – около 2000 пчелни семейства
  - Малки семейни пчелини
- Рибовъдство
  - Три рибарника
- Мандра
- Шивашка промишленост
- Мелница

## Транспорт
Градът няма собствена транспортна система, но поради разположението си на Европейски път Е70 в участъка Русе – Варна, пътническият поток се обслужва редовно. Автобусните линии в двете посоки са на всеки кръгъл час. Няма връзка в направление към Кубрат и Тутракан, а към Попово има само две линии. Товарните транспортни услуги се извършват от външни частни фирми.

## Трагедия с наводнение от 2007 г.
На 6 август 2007 г., след няколко часа интензивни валежи градът е пометен от двуметрова приливна вълна, идваща по течението на река Хлебаровска. Скъсани диги на два микроязовира в близкото село Езерче, създадоха двуметровата приливна вълна по река Хлебаровска, разделяща Цар Калоян на две. Водата помита стотици къщи и унищожава над 70 процента от инфраструктурата в града. Във водата заляла града загинаха 7-годишно момиче, 57-годишен мъж и шест жени на възраст между 50 и 83 години. Над 50 къщи са напълно разрушени, а стотици са частично повредени и нуждаещи се от ремонт. След едногодишно разследване виновник за наводнението така и не е открит.
Заради съмнения, че спукването на стените на близките язовири и рибарници е довело до наводнението, Окръжната прокуратура в Разград започна разследване на причините за бедствието. 11 месеца по-късно разследващите постановиха, че няма виновни. Потопът бе обяснен с огромното количество дъжд, изсипал се над града, за който метеоролозите твърдят, че бил изключение с вероятност едно на десет хиляди години.
Към момента, с помощта на всички институции в държавата, общината е успяла да се справи с последиците от наводнението. Инфраструктурата е възстановена, домовете, които бяха изцяло съборени, са изградени наново. Пострадалите семейства са получили финансова помощ, строителни материали и бяла техника.

## Забележителности и музеи
Множество паметници на културата.
- Бели Лом (резерват) с останки от скален манастир.
- Музей и етнографска сбирка за бита в общината. Картини живопис и графика
- Торлашко кале (Кале над манастира)[6]

## Редовни събития
- Ежегоден панаир „Калоянови дни“, 25 – 27 август.
- Ежегоден турнир по борба за деца в памет на първия учител по борба и ЗМС Цветан Хаджиев. (в края на декември)
- Събор на селото на Димитровден.

## Личности
- Ангел Ангелов – електроинженер, академик;
- Милчо Петров – завеждащ катедра в Институт по геодезия, София;
- Стойчо Неделчев Стоев – зав. катедра във ВМГИ, София;
- Димитър Петров Димов – преподавател във ВТИ, Русе;
- Георги Иванов Койчев – ВМА, София;
- Хинко Петров Хинчев – зав. катедра ВИ на МВР;
- Кръстю Василев Петров – преподавател в АОНСУ;
- Александър Георгиев – преподавател в ХТИ, София;
- Цвятко Тодоров Цвятков – учител, написал първата история на селото
- Цвятко Иванов Вълчев – учител и краевед;
- Петър Бъчваров – опълченец;
- Пенчо Хинков Петров – партизанин в Югославия
- Димитър Иванов Попов (Дългия Даскал) – учител, основател на читалище „Съзнай себе си“ и на потребителска кооперация „Съгласие“;
- Стоян Цонев Илиев – борец по свободна борба, трети в света при младежите за 2008 година и републикански шампион при мъжете за 2010 г.
- Неделчо Петров Колев – поет с познати за нас четири стихосбирки и десетки публикации в периодичния печат;
- Борис Колев Цаков – художник;
- Койчо Денчев Атанасов – музикант;
- Петър Великов Петров-Берлински – художник-график;
- Веселин Топалов – гросмайстор, световен шампион по шахмат;
- Герги Димов Пенев (Карабаджаков) – атомен физик, преподавател в Санкт Петербург;
- Димитър Панайотов Димитров – преподавател в Стара Загора;
- Пенчо Илиев Пенев (Аргънов) – преподавател в ТУ Варна;
- Ахмед Шерифов (Шерефли) – поет, писател (1926 – 2000);
- Труфан Драгнев Късов-Майстора – първият комбайнер в селото, механизатор, рационализатор, есперантист.
- Стоилка Тодорова Желязкова Костова – учител по биология и химия, директор на  ОУ, София .